# Castell del Montmell
El Castell del Montmell és una obra del municipi del Montmell (Baix Penedès) declarada bé cultural d'interès nacional. Aquest castell és un edifici declarat bé cultural d'interès nacional al Montmell del qual queden vestigis de murs, molt arruïnats, al cim d'un roquissar, sobre l'església de Sant Miquel.

## Descripció
Situat a un dels extrems de la carena de la serra del Montmell, a 780,8 m sobre el nivell del mar, és de molt difícil accés. Actualment en resten escassos vestigis arruïnats i tan sols hi han part dels seus murs, construïts amb pedres irregulars barrejades amb fang. A partir de les restes actuals no es pot treure cap conclusió de la seva estructura primitiva. A redós del castell i de l'església es formà un petit nucli de poblament, que en 1960 restava reduït a unes 10 cases, actualment totes deshabitades i malmeses.

## Història
Fou un castell termenat documentat el 974. La comarca del Penedès, com tota la Catalunya Nova i part de la Vella, va viure tot el segle IX sota la dominació i les expedicions dels moros i els francs. A conseqüència d'això es despoblaren els punts més propers a la frontera sarraïna. Els cristians anaven a poc a poc guanyant terreny: Borrell I; Borrell II, que avançà les fronteres cristianes fins a Montmell, ajudat pel bisbe Vives de Barcelona, el qual va obtenir en recompensa aquest feu. El mateix bisbe establí el 17 d'abril de 974 una carta de població i franqueses pel Montmell. Sembla, però, que la població no aconseguí consolidar-se fins a la fi del segle xi, quan la frontera ja s'havia traslladat a la línia del Gaià. El castell de Montmell fou encomanat pels bisbes de Barcelona a la família dels Banyeres durant els segles xii i xiii. El 1332 era castellà Guillem d'Aiguaviva. En el segle xv es menciona Montmell en les Ordinacions del Montmell (Arxiu històric arxidiocesà de Tarragona). Durant la guerra contra Joan II el castell fou escenari de diverses lluites. A la guerra de successió hi hagué una guarnició de guàrdies valones (1715-1720). Al segle xix, amb la desamortització, deixà de ser propietat del bisbe de Barcelona.

## Església de Sant Miquel
La petita església romànica d'influències llombardes fou dedicada al culte fins a finals del segle xvi. Llavors fou traslladada a un altre temple, uns metres més avall en la mateixa serra. A partir d'aquest moment començà a sofrir la seva edificació. L'any 1953 fou restaurada gràcies a mossèn Daniel Canals, fill de Montmell, i del barceloní S. Trias, sota la direcció de l'arquitecte J. Brugal i Fortuny.

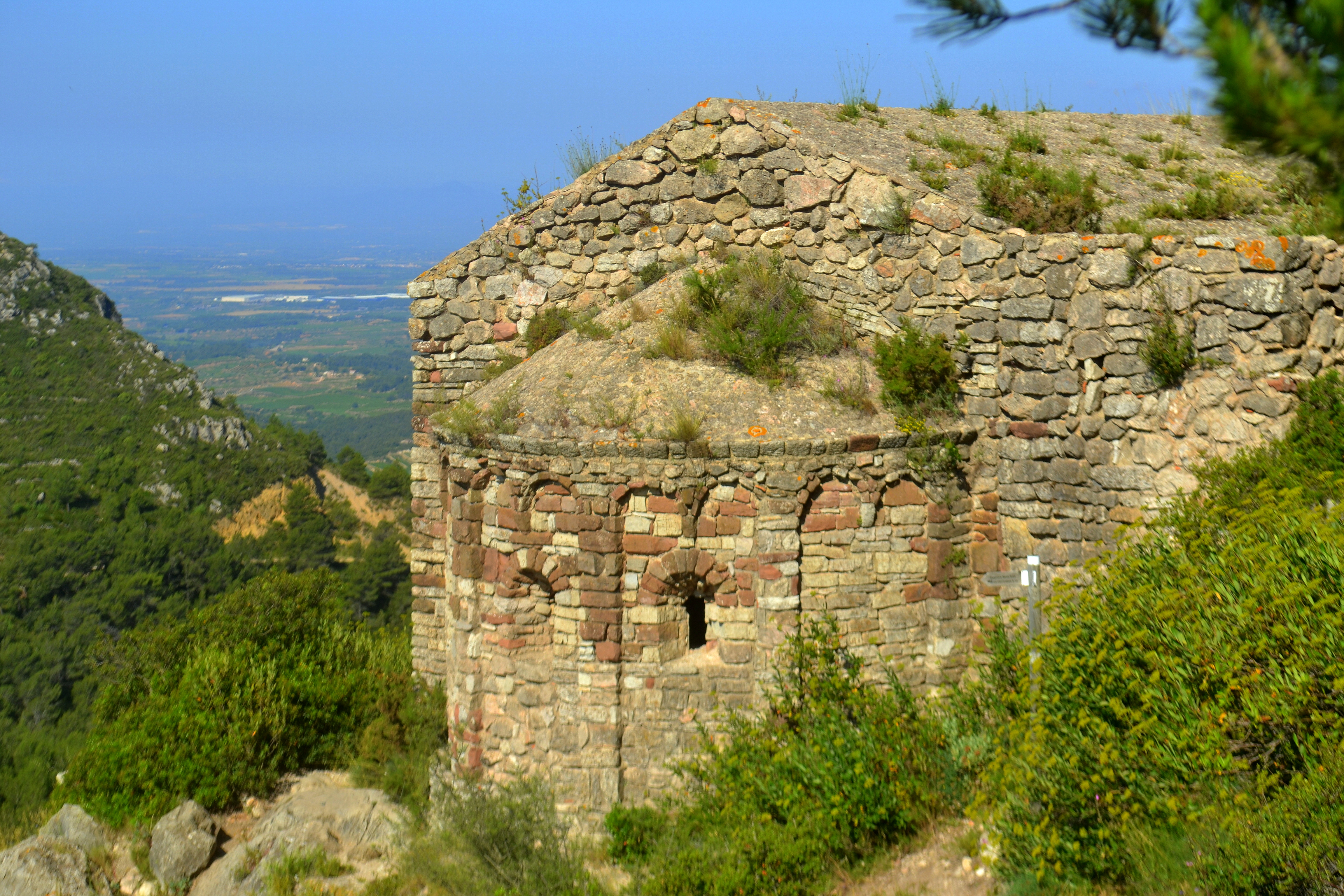
Església de Sant Miquel.

Es creu que el temple és anterior a l'últim terç del segle xii, perquè encara que el castell sigui datat del 976, no tenim cap document que ens parli d'una església propera a la fortalesa. Es creu que fou construïda després de la invasió almoràvit del Penedès i d'iniciar l'ofensiva cristiana que permeté la reconstrucció de castells i la reconquesta de Tortosa, Lleida i les muntanyes de Prades, Més tard, en anys successius (1157-1158) l'església barcelonina intentà recuperar la jurisdicció sobre aquest territori, cosa que aconseguí l'any 1181. Fou possiblement per aquests temps que en fou consagrada l'església romànica.
L'Església està situada a 713 m sobre el nivell del mar, dominant part de les comarques de l'Alt Camp i del Baix Penedès. Consta d'una nau central i una altra més petita, oberta posteriorment, al costat de tramuntana excavant la roca, separades per un pilar que sosté dos grans arcs de mig punt sobre els quals descansa la volta de canó. Destaca l'absis de forma semicircular, molt restaurat a l'exterior, però que es conserva perfectament a la part de dins. L'església no té cap decoració a l'interior, però a l'exterior hi veiem una cornisa i diverses arcuacions i bandes llombardes.